# Меламед, Михаил Моисеевич
Михаил Моисеевич Меламед (20 апреля 1910, Речица, Минская губерния — 1995, Москва) — советский архитектор. Специалист по промышленной архитектуре. Лауреат Государственной премии СССР (1977).

## Биография
Михаил Меламед родился 20 апреля 1910 года в городе Речице Гомельской области. В 1934 году окончил Московский архитектурный институт со званием архитектора (руководитель дипломного проекта — И. С. Николаев).
После окончания института был направлен в Промстройпроект. Занимался строительством различных промышленных предприятий, в частности, Горьковского автомобильного завода и других. В годы Великой Отечественной войны участвовал в проектировании Новосибирского станкостроительного, Алтайского тракторного и других заводов.
В 1946—1952 годах — главный архитектор проекта реконструкции ВЭИ им. Ленина. В тот же период проектировал заводы: автомобильный, спецсплавов и другие, за что был награждён золотой медалью ВДНХ.
В 1962 году был руководителем проекта в Индии. В 1964 году — главный архитектор проекта Волжского автомобильного завода в Тольятти. В 1978 году — заместитель главного архитектора проекта Камского комплекса большегрузных автомобилей в Набережных Челнах. В 1979 году — главный архитектор проекта Промузла.
В 1983 году вышел на пенсию. Умер в 1995 году. Похоронен на Востряковском кладбище.

## Награды и премии
- Государственная премия СССР (1977) — за архитектуру комплекса Волжского автомобильного завода имени 50-летия СССР в Тольятти[3]
- Орден и медали[1]